# Liste der Wiener Gemeindebauten/Hernals
Diese Liste zählt die Gemeindebauten im 17. Wiener Gemeindebezirk Hernals auf.
Es werden nur solche Objekte angeführt, die seit Beginn des sozialen Wohnbaus errichtet wurden. Ältere Häuser, die im Besitz der Stadt Wien sind und in denen ebenfalls Gemeindewohnungen vergeben werden, fehlen daher.
Eine Übersicht über die Siedlungen der 1920er, die aus der von der Stadt Wien unterstützten Siedlerbewegung hervorgegangen sind, gibt es unter Liste der Wiener Wohnsiedlungen der Ersten Republik.
| Name / ID                                           | Foto |                 | Adresse                                | Baujahr   | Architekt(en)                                                | Kunstobjekte | Wohnungen | Anmerkungen |
| --------------------------------------------------- | ---- | --------------- | -------------------------------------- | --------- | ------------------------------------------------------------ | --- | --------- | --- |
| 1272                                                | 1    | Datei hochladen | Alszeile 118 Standort                  | 1962–1964 | Herbert Müller-Hartburg, Karl Hosmann, Richard Pfob          | Natursteinplastik Kuh mit Kalb von Alfred Kurz | 120       | Plastik unter Denkmalschutz Identadresse Zwerngasse 16 |
| Ernest-Bevin-Hof 23 HERIS-ID: 12390 Objekt-ID: 8528 | 1    | Datei hochladen | Andergasse 12 Standort                 | 1956–1958 | Franz Peydl, Walter Jaksch, Hans Jaksch, Siegfried Theiss    | Gedenkstein für Ernest Bevin von Mario Petrucci, Zementplastik Ziehharmonikaspieler von Elisabeth Turolt, Sandsteinplastik Zwei sitzende Figuren von Oskar Bottoli, Plastik Stehendes Mädchen von Franz Fischer, Steinzeugrelief Ernte von Josef Franz Riedl, Schmiedeeisenskulptur Blattornament von Rudolf Hoflehner. Hauszeichen von Adele Stadler, Feri Zotter, Hans H. Foitik, Elisabeth Eisler, Herbert T. Schimek und Heinz Satzinger: Linde, Pappel, Edelkastanie, Ginkgoblätter, Olivenblätter, Salweidenblätter, Blattornamente, Eichenblätter, Ebereschenblätter, Nussbaumzweige, Fichtenzweig, Föhre, Eibe, Blätter des Tulpenbaumes. | 203       | Denkmalschutz Benannt nach Ernest Bevin Identadresse Pointengasse 7–13 |
| 1249 HERIS-ID: 48714 Objekt-ID: 52257               | 1    | Datei hochladen | Balderichgasse 23–29 Standort          | 1922–1924 | Karl Ehn                                                     | | 134       | Denkmalschutz Identadresse Zeillergasse 10–16, Beringgasse 17, Pretschgogasse 3 |
| 1296                                                | BW   | Datei hochladen | Beheimgasse 59 Standort                | 1989–1990 | Rolf Simlinger, Fritz Gerhard Mayr                           | | 19        | Identadresse Weidmanngasse 5 |
| 1250 HERIS-ID: 48698 Objekt-ID: 52241               | 1    | Datei hochladen | Bergsteiggasse 28 Standort             | 1924      | Otto Rudolf Polak-Hellwig                                    | | 27        | Denkmalschutz Identadresse Hernalser Hauptstraße 54 |
| 1275                                                | 1    | Datei hochladen | Comeniusgasse 2 Standort               | 1963–1965 | Manfred Wild, Erich Bauer, Franz Andel                       | | 111       | Identadresse Hernalser Hauptstraße 122, Rötzergasse 65 |
| 1254 HERIS-ID: 48748 Objekt-ID: 52294               | 1    | Datei hochladen | Dornbacher Straße 84a Standort         | 1928–1929 | Walther Raschka                                              | | 21        | Denkmalschutz |
| 1283                                                | 1    | Datei hochladen | Dornbacher Straße 119 Standort         | 1981–1982 | Berthold Gabriel                                             | | 20        | |
| 1264                                                | 1    | Datei hochladen | Dürauergasse 9–13 Standort             | 1952–1953 | Heinrich Reitstätter, Franz Weiss, Karl Peroutka             | Keramische Wandreliefs Arbeit und Feiertag von Eduard Robitschko (Denkmallisteneintrag) | 176       | Identadresse Urbangasse 22–24, Sandleitengasse 58, Liebknechtgasse 22–28 |
| 1291                                                | 1 BW | Datei hochladen | Elterleinplatz 9–12 Standort           | 1984–1986 | Werner Höfer, Harry Glück, Erwin Christoph, Tadeusz Spychala | Im Bereich des Einkaufszentrums: Metallplastik Männlicher Torso von Oskar Bottoli, Mädchenfigur von Annemarie Avramidis, ein Deckenmosaik | 111       | Identadresse Rötzergasse 21–23, Hormayrgasse 2, Kalvarienberggasse 31 (ID 1297), Rötzergasse 17, Elterleinplatz 13 (ID 1295) |
| 1699                                                | 1    | Datei hochladen | Franz-Glaser-Gasse 1–3 Standort        | 1995–1997 | Franz Haiden                                                 | | 13        | |
| Holyhof 207 HERIS-ID: 48717 Objekt-ID: 52260        | 1    | Datei hochladen | Gräffergasse 5 Standort                | 1928–1929 | Rudolf Perco                                                 | | 103       | Denkmalschutz Benannt nach Leo Holy (1899–1934), Schutzbündler und Mordopfer im Zuge des Bürgerkrieges Identadresse Halirschgasse 21, Heigerleinstraße 104                                                                                      |
| 1270                                                | 1    | Datei hochladen | Gschwandnergasse 53–57 Standort        | 1955–1957 | Friedrich Hintermayr, Lionore Regnier-Perin                  | Sgraffiti Landschaft mit Tieren von Hannes Stockbauer, Idyllische Landschaft von Gustav Hessing, beide teilweise verbaut | 59        | |
| 1714                                                | 1    | Datei hochladen | Haslingergasse 35 Standort             | 1993–1995 | Walter Kral                                                  | | 17        | Identadresse Nattergasse 18–20 |
| 1293                                                | 1    | Datei hochladen | Hernalser Hauptstraße 69 Standort      | 1988      | Johann Ausch, Peter Leibetseder                              | | 79        | Identadresse Ortliebgasse 34–40, Elterleinplatz 7 |
| 1266                                                | 1    | Datei hochladen | Hernalser Hauptstraße 100 Standort     | 1966–1967 | Josef Krawina                                                | Dreiteiliges Mosaikfries Abstrakte Komposition von Walter Eckert | 45        | |
| Türkenritthof 206 HERIS-ID: 48719 Objekt-ID: 52262  | 1    | Datei hochladen | Hernalser Hauptstraße 190–192 Standort | 1927–1928 | Paul Hoppe                                                   | Sandsteinplastik Türkenritt von Karl Heinrich Scholz | 79        | Denkmalschutz Benannt nach einem in der Gegend stattfindenden Volksbrauch zur Verspottung des osmanischen Feindes, wo ein als Pascha verkleideter Mann auf einem Esel herumgeführt wurde Identadresse Beringgasse 16, Dr.-Josef-Resch-Platz 5–6 |
| Eiflerhof 208 HERIS-ID: 48713 Objekt-ID: 52256      | 1    | Datei hochladen | Hernalser Hauptstraße 221 Standort     | 1930–1931 | Otto Prutscher                                               | | 185       | Denkmalschutz Benannt nach Alexander Eifler Identadresse Zeillergasse 44, Güpferlingstraße 8, Paschinggasse 5 |
| Bruno-Kreisky-Hof 289                               | 1    | Datei hochladen | Hernalser Hauptstraße 230 Standort     | 1983–1987 | Anton Holtermann, Klaus Aggermann, Walter Schneider          | Gedenkstele für Kreisky von Leopold Grausam junior vor dem Eingang, Steinzeugplastik einundneunzig von Hermann Painitz, Mosaikwand und Mosaikblock im Hof | 278       | Benannt nach Bruno Kreisky Identadresse Alszeile 57, Güpferlingstraße 30, Alszeile 57–63 |
| 1281                                                | 1    | Datei hochladen | Horneckgasse 16 Standort               | 1977–1979 | Georg Bachmayr-Heyda                                         | | 10        | |
| 1269                                                | 1 BW | Datei hochladen | Jörgerstraße 38 Standort               | 1954–1955 | Felix Hasenöhrl                                              | Mosaik Vögel von Hedwig Wagner | 26        | |
| 1251 HERIS-ID: 62421 Objekt-ID: 74964               | 1    | Datei hochladen | Kastnergasse 25–27 Standort            | 1925      | Johann Franz Würzl                                           | | 44        | Denkmalschutz |
| 1263                                                | BW   | Datei hochladen | Kastnergasse 28–30 Standort            | 1955–1956 | Carl Rössler                                                 | Sgraffitowandbild Abstrakte Ornamente von Isolde Jurina | 38        | |
| 1288                                                | 1    | Datei hochladen | Leopold-Ernst-Gasse 20 Standort        | 1983–1984 | GESIBA Gemeinnützige Siedlungs- und Bauaktiengesellschaft    | | 15        | Identadresse Leopold-Ernst-Gasse 22, Antonigasse 41, Weidmanngasse 34, Weidmanngasse 28, Weidmanngasse 33 |
| 1279                                                | 1 BW | Datei hochladen | Leopold-Ernst-Gasse 22 Standort        | 1976–1980 | GESIBA Gemeinnützige Siedlungs- und Bauaktiengesellschaft    | Keramikmosaik Computergraphik von Otto Beckmann | 28        | Identadresse Weidmanngasse 26, Weidmanngasse 28 (ID 1280) |
| 1248                                                | 1    | Datei hochladen | Nattergasse 19 Standort                | 1951–1952 | Johann (Hans) Stöhr                                          | | 13        | |
| 1277                                                | 1    | Datei hochladen | Neuwaldegger Straße 3 Standort         | 1966–1967 | Wilhelm Schütte                                              | Sechs Mosaike Ornamentale Darstellung von Fritz Riedl und Robert Pick | 30        | Die Wohnanlage hat drei Stiegen und insgesamt drei Mosaike |
| 1262                                                | 1    | Datei hochladen | Neuwaldegger Straße 19–21 Standort     | 1952–1953 | Wilhelm Hubatsch                                             | Plastik Stier von Alexander Wahl | 48        | Plastik unter Denkmalschutz |
| Karl-Panek-Hof 210                                  | 1    | Datei hochladen | Neuwaldegger Straße 50–54 Standort     | 1954      | Josef Horacek                                                | Hauszeichen aus Muranitglas von Hans Robert und Eugenie Pippal: Vögel, Stiere, Pferde, Pfau mit Gänsen, Fische und Hühner | 118       | Benannt nach Karl Panek (1905–1976), Bezirksvorsteher Identadresse Artariastraße 7–11, Artariastraße 7a, Höhenstraße 2–12 |
| 1285                                                | 1    | Datei hochladen | Ortliebgasse 1–3 Standort              | 1980–1982 | Rudolf Weichinger                                            | | 43        | Identadresse Ottakringer Straße 76, Ortliebgasse 3A |
| 1267                                                | 1    | Datei hochladen | Ortliebgasse 35–37 Standort            | 1953–1954 | Ludwig Schmid, Wilhelm Glattes, Johann (Hans) Stöhr          | | 55        | Identadresse Hernalser Hauptstraße 73–75 |
| 1753                                                | 1    | Datei hochladen | Ottakringer Straße 7 Standort          | 1977–1979 | Josef Krawina                                                | | 31        | Identadresse Hernalser Gürtel 23 |
| Karl-Föderl-Hof 1754                                | 1    | Datei hochladen | Ottakringer Straße 9–13 Standort       | 1984–1985 | Josef Krawina, Robert Steinhardt, Othmar Augustin            | Nachbildung einer Statue der heiligen Veronika aus dem 18. Jahrhundert | 48        | Benannt nach Karl Föderl Identadresse Veronikagasse 28 |
| 1261                                                | 1    | Datei hochladen | Pezzlgasse 71–81 Standort              | 1961–1962 | Franz Schuster                                               | Drei Hauszeichen von Fritz Tiefenthaler: Alte Wiener Wasserleitung um 1564, Hernals um 1620, Eselsritt (siehe Türkenritthof) | 71        | |
| 1260                                                | BW   | Datei hochladen | Pretschgogasse 16 Standort             | 1950–1951 | Matthäus Jiszda II.                                          | | 46        | Identadresse Liebknechtgasse 14, Lascygasse 1–3 |
| 1268                                                | 1    | Datei hochladen | Promenadegasse 19 Standort             | 1953–1954 | Karl Kaill, Bruno Tinhofer                                   | Mosaikwandbild Lebenskreis von Alois Schönauer | 96        | Identadresse Heuberggasse 42–50 |
| 1252                                                | BW   | Datei hochladen | Richthausenstraße 3 Standort           | 1924–1925 | Theodor Schöll                                               | | 47        | Identadresse Schadinagasse 14–16 |
| 1286                                                | 1    | Datei hochladen | Rosensteingasse 47–49 Standort         | 1980–1982 | Kurt Walder                                                  | | 36        | |
| Christine-Nöstlinger-Hof 1259                       | 1 BW | Datei hochladen | Rosensteingasse 48 Standort            | 1949–1950 | Gustav Hoppe, Erwin Böck                                     | Relief Hernalser Allegorie von Alfons Riedel | 266       | In der Bezirksvertretungssitzung vom 26. Februar 2020 nach Christine Nöstlinger benannt. Relief unter Denkmalschutz (Denkmallisteneintrag) Identadresse Rötzergasse 49, Hernalser Hauptstraße 98                                                |
| 1289                                                | 1    | Datei hochladen | Rosensteingasse 61 Standort            | 1983–1984 | Günther Kaufmann                                             | | 11        | |
| 1282                                                | 1    | Datei hochladen | Rosensteingasse 63 Standort            | 1978–1980 | Günther Kaufmann                                             | | 11        | |
| 1253 HERIS-ID: 48697 Objekt-ID: 52240               | 1    | Datei hochladen | Rötzergasse 29–31 Standort             | 1925–1926 | Alfred Schmid                                                | | 38        | Denkmalschutz |
| 1276                                                | BW   | Datei hochladen | Sautergasse 40–42 Standort             | 1964–1965 | Günter Krisch                                                | | 53        | Identadresse Lienfeldergasse 94, Sautergasse 46 |
| 1284                                                | BW   | Datei hochladen | Sautergasse 44 Standort                | 1979–1982 | Dieter Scheimpflug                                           | | 12        | |
| Wohnhausanlage Freiheitssiedlung 209                | 1 BW | Datei hochladen | Steinmüllergasse 23–27 Standort        | 1953–1954 | Franz Lax, Herbert Prehsler, Eduard F. Sekler                | Brunnen mit drei Keramiksäulen von Wander Bertoni, Schrifttafel zur Namenserklärung von Rudolf Schwaiger (Denkmallisteneintrag) | 126       | Brunnen unter Denkmalschutz Benannt nach dem Staatsvertrag Identadresse Goldscheidgasse 3A, Goldscheidgasse 2–4, Goldscheidgasse 1–5, Steinmüllergasse 30–34, Rosenackerstraße 19–23                                                            |
| 1258 HERIS-ID: 48704 Objekt-ID: 52247               | 1    | Datei hochladen | Taubergasse 1–3 Standort               | 1937–1938 | Konstantin Peller                                            | Konsolfigur eines Feuerwehrmannes (Hinweis auf die im Gebäude befindliche Hauptfeuerwache Hernals) | 74        | Denkmalschutz Identadresse Johann-Nepomuk-Berger-Platz 12–13, Rosensteingasse 2 |
| 1278                                                | 1    | Datei hochladen | Taubergasse 5–7 Standort               | 1971–1974 | Anton Brenner jun.                                           | | 47        | Identadresse Lorenz-Bayer-Platz 7–8 |
| 1294                                                | BW   | Datei hochladen | Taubergasse 19 Standort                | 1986–1988 | Josef Wagner, Alfred Nürnberger                              | | 50        | Identadresse Geblergasse 85A, Geblergasse 89A, Rosensteingasse 18, Geblergasse 85–89 |
| 1273                                                | 1    | Datei hochladen | Vollbadgasse 1 Standort                | 1962–1964 | Alois Brunner                                                | | 18        | Identadresse Dornbacher Straße 42 |
| 1265                                                | 1    | Datei hochladen | Vollbadgasse 5 Standort                | 1953–1957 | Anton Steflicek, Fritz Judtmann                              | Eisenzementplastik Hirsch von Elisabeth Turolt, Sgraffitowandbilder Frühling von Franz Deed, Sommer von Wilhelm Kaufmann, Herbst von Alfred Mieses und Winter von Günther Baszel | 185       | Identadresse Alszeile 95–101, Dornbacher Straße 52A |
| 1255 HERIS-ID: 48724 Objekt-ID: 52267               | 1    | Datei hochladen | Wattgasse 88 Standort                  | 1928–1929 | Karl Schön, Wilhelm Schön                                    | | 66        | Denkmalschutz Identadresse Rötzergasse 83, Nesselgasse 3 |
| 1256                                                | 1    | Datei hochladen | Wattgasse 96–98 Standort               | 1929–1930 | Alfred Teller, Emmerich Spielmann                            | Keramikrelief Familie | 261       | Identadresse Comeniusgasse 5, Rhigasgasse 2–10, Roggendorfgasse 1–5 |
| 1257                                                | 1    | Datei hochladen | Weidmanngasse 14 Standort              | 1937      | Konstantin Peller, Karl Julius Stoik                         | Relief Weinlese | 18        | Identadresse Blumengasse 48 |
| 1287                                                | 1 BW | Datei hochladen | Weidmanngasse 33 Standort              | 1981–1983 | Wilhelm Twerdy                                               | Keramikmosaik Landschaftsdarstellungen von Rosemarie Benedikt | 20        | Identadresse Schumanngasse 45 |
| 1292                                                | 1    | Datei hochladen | Weidmanngasse 34 Standort              | 1984–1985 | Manfred Kobel                                                | | 25        | Identadresse Schumanngasse 65 |
| 1274                                                | 1    | Datei hochladen | Weißgasse 15 Standort                  | 1967      | Erwin Böck                                                   | | 55        | Identadresse Haslingergasse 29, Nattergasse 14 |
| 1271                                                | 1    | Datei hochladen | Zeillergasse 39–43 Standort            | 1957–1958 | Robert Ulrich, Norbert Mandl                                 | Mosaikwandbild Verschiedene Vögel von Peter Perz, Mosaik-Supraporten Tischlerwerkzeuge von Stephan Praschl, Schere von Oskar Mattula, Sichel und Schleifstein von Eugenie Deutsch, Laubsäge von Hilda Sapper, Gießkanne von Albert Janesch und Zahnräder von Karl Benarik. | 99        | Identadresse Lascygasse 30–34, Güpferlingstraße 6b, Paschinggasse 3b, Paschinggasse 3a, Paschinggasse 3, Güpferlingstraße 6c, Güpferlingstraße 6e, Güpferlingstraße 6a, Güpferlingstraße 6d                                                     |
| Wiedenhoferhof 205                                  | 1    | Datei hochladen | Zeillergasse 7–11 Standort             | 1924–1925 | Josef Frank                                                  | | 237       | Benannt nach Josef Wiedenhofer (1873–1924), Gewerkschafter, Abgeordneter zum Nationalrat Identadresse Pretschgogasse 5, Liebknechtgasse 10–12, Beringgasse 15                                                                                   |